# Saint-Aubin-de-Locquenay
Saint-Aubin-de-Locquenay ist eine französische Gemeinde mit 764 Einwohnern (Stand: 1. Januar 2022) im Département Sarthe in der Region Pays de la Loire; sie gehört zum Arrondissement Mamers und zum Kanton Sillé-le-Guillaume. Die Einwohner werden Saint-Aubinois genannt.

## Geographie
Saint-Aubin-de-Locquenay liegt etwa 31 Kilometer nordnordwestlich von Le Mans an der Sarthe. Umgeben wird Saint-Aubin-de-Locquenay von den Nachbargemeinden Assé-le-Boisne und Fresnay-sur-Sarthe im Norden, Saint-Germain-sur-Sarthe im Osten und Nordosten, Moitron-sur-Sarthe im Süden und Südosten, Montreuil-le-Chétif im Westen und Südwesten sowie Douillet im Westen und Nordwesten.

## Bevölkerungsentwicklung
| 1962                       | 1968 | 1975 | 1982 | 1990 | 1999 | 2006 | 2018 |
| -------------------------- | ---- | ---- | ---- | ---- | ---- | ---- | ---- |
| 647                        | 631  | 654  | 662  | 651  | 660  | 677  | 712  |
| Quellen: Cassini und INSEE |      |      |      |      |      |      |      |

## Sehenswürdigkeiten
- Kirche Saint-Aubin-d'Angers, 1849 bis 1858 wieder errichtet
- Schloss Perrochel, seit 1974 Monument historique

## Persönlichkeiten
- Auguste de La Force (1878–1961), Historiker